# کیش‌کون‌لاتس‌هازا
کیش‌کون‌لاتس‌هازا (به مجاری:  Kiskunlacháza) یک منطقهٔ مسکونی در مجارستان است که در ناحیه راتس‌کوه واقع شده‌است. کیش‌کون‌لاتس‌هازا ۹۳٫۵ کیلومتر مربع مساحت و ۸٬۶۷۲ نفر جمعیت دارد.